# Zeepboomfamilie
De zeepboomfamilie (Sapindaceae) is een wereldwijd voorkomende familie van houtige planten: bomen en lianen. Deze familie wordt algemeen erkend door systemen voor plantentaxonomie.
In APG II-systeem (2003) worden de planten die voorheen de paardenkastanjefamilie (Hippocastanaceae) en de esdoornfamilie (Aceraceae) vormden in deze familie ondergebracht. Deze beslissing is controversieel en op grond van het beschikbare bewijs is ook handhaving als zelfstandige families goed verdedigbaar. Een studie uit 2007 erkent een onderverdeling in vier groepen, zodat er gekozen kan worden uit:
- één grote familie Sapindaceae (met vier onderfamilies: Sapindoideae, waarin Koelreuteria en Ungnadia; Hippocastanoideae, met de taxa die vroeger tot de Aceraceae en Hippocastanaceae werden gerekend, plus Handeliodendron; Dodonaeoideae; en de monotypische Xanthoceroideae.) óf
- splitsen in vier families: een wat kleinere familie Sapindaceae + een familie Hippocastanaceae + een familie Aceraceae (+ nog een familie).

De stijl van APG is om grote families te verkiezen, en die heeft hier voorrang.
In Wikipedia worden vele esdoorn- en paardenkastanjesoorten behandeld. Van de meer traditionele Sapindaceae worden de volgende soorten behandeld:
- Aki (Blighia sapida)
- Longan (Dimocarpus longan)
- Chinese vernisboom (Koelreuteria paniculata)
- Lychee (Litchi chinensis)
- Knippa (Melicoccus bijugatus)
- Ramboetan (Nephelium lappaceum)
- Kapoelasan (Nephelium ramboutan-ake)
- Korlan (Nephelium hypoleucum)
- Guaraná (Paullinia cupana)
- Zeepnotenboom (Sapindus mukorossi)
- Pitomba (Talisia esculenta)

## Taxonomie
Een lijst van de geslachten, die wel erkend worden in deze ca. 1600 soorten tellende familie:
- Acer
- Aesculus
- Alectryon
- Allophylus
- Allosanthus
- Amesiodendron
- Aporrhiza
- Arfeuillea
- Arytera
- Atalaya
- Athyana
- Averrhoidium
- Beguea
- Billia
- Bizonula
- Blighia
- Blighiopsis
- Blomia
- Bridgesia
- Camptolepis
- Cardiospermum
- Castanospora
- Chonopetalum
- Chouxia
- Chytranthus
- Conchopetalum
- Cossinia
- Cubilia (plant)
- Cupania
- Cupaniopsis
- Deinbollia
- Delavaya
- Diatenopteryx
- Dictyoneura
- Dilodendron
- Dimocarpus
- Diploglottis
- Diplokelepa
- Diplopeltis
- Dipteronia
- Distichostemon
- Dodonaea
- Doratoxylon
- Elattostachys
- Eriocoelum
- Erythrophysa
- Euchorium
- Euphorianthus
- Eurycorymbus
- Exothea
- Filicium
- Ganophyllum
- Glenniea
- Gloeocarpus
- Gongrodiscus
- Gongrospermum
- Guindilia
- Guioa
- Handeliodendron
- Haplocoelum
- Harpullia
- Hippobromus
- Hornea (geslacht)
- Houssayanthus
- Hypelate
- Hypseloderma
- Jagera
- Koelreuteria
- Laccodiscus
- Lecaniodiscus
- Lepiderema
- Lepidopetalum
- Lepisanthes
- Litchi
- Llagunoa
- Lophostigma
- Loxodiscus
- Lychnodiscus
- Macphersonia
- Magonia (geslacht)
- Majidea
- Matayba
- Melicoccus
- Mischocarpus
- Molinaea
- Negundo
- Neotina
- Nephelium
- Otonephelium
- Pancovia
- Pappea
- Paranephelium
- Paullinia
- Pavieasia
- Pentascyphus
- Phyllotrichum
- Placodiscus
- Plagioscyphus
- Podonephelium
- Pometia
- Porocystis
- Pseudima
- Pseudopancovia
- Pseudopteris
- Radlkofera
- Rhysotoechia
- Sapindus
- Sarcopteryx
- Sarcotoechia
- Schleichera
- Scyphonychium
- Serjania
- Sinoradlkofera
- Sisyrolepis
- Smelophyllum
- Stadmania
- Stocksia
- Storthocalyx
- Synima
- Talisia
- Thinouia
- Thouinia
- Thouinidium
- Tina
- Tinopsis
- Toechima
- Toulicia
- Trigonachras
- Tripterodendron
- Tristira (plant)
- Tristiropsis
- Tsingya
- Ungnadia
- Urvillea
- Vouarana
- Xanthoceras
- Xeropspermum
- Zanha
- Zollingeria

... · 
Acer (Esdoorn) · 
Aesculus (Paardenkastanje) · 
Alectryon · 
Allophylus · 
Atalaya · 
Dimocarpus · 
Harpullia · 
Litchi (Lychee) · 
Paullinia · 
Sapindus (Zeepnotenboom) · 
Talisia · 
Zanha · 
...